# Susan Haack
Susan Haack, née le 23 juillet 1945, est une professeure de philosophie et de droit à l'université de Miami. Elle a écrit sur la logique, la philosophie du langage, l'épistémologie et la métaphysique. Son pragmatisme s'inspire de celui de Charles Sanders Peirce.

## Carrière
Haack étudie d'abord à l'université d'Oxford, où elle obtient une licence et un master. Elle commence en "philosophie, politique et économie", et malgré un attrait initial pour la politique et les encouragements de ses enseignants, elle décide de se spécialiser en philosophie. Sa première professeure de philosophie au St. Hilda's College d'Oxford est Jean Austin, la veuve de J. L. Austin.
Elle devient membre honoraire de Phi Beta Kappa et de Phi Kappa Phi.
Elle étudie ensuite à Cambridge, où elle obtient une thèse sous la supervision de Timothy Smiley. Elle devient ensuite professeure de philosophie à l'université de Warwick, avant de prendre son poste actuel à l'université de Miami. Haack a été présidente de la Charles S. Peirce Society, et membre de la commission anglo-américaine pour l'éducation.

## Idées
La plus grande contribution de Haack à la philosophie, dans le livre de 1993 Evidence and Inquiry, est sa théorie épistémologique appelée le fondhérentisme,,, une tentative de concilier le fondationnalisme et le cohérentisme et d'éviter leurs problèmes logiques. Elle illustre cette idée avec la métaphore d'une grille de mots croisés. Une version très simple de sa théorie est celle-ci : trouver une réponse en utilisant un indice est analogue à une source fondationnelle (qui s'appuie sur des preuves empiriques). S'assurer que les mots qui se croisent ne créent pas de conflit ressemble à la justification par la cohérence. Les deux sont nécessaires à la justification du savoir. Au moins un critique a affirmé que le fondhérentisme de Haack verse dans le fondationnalisme après inspection plus approfondie.
Haack est une critique acharnée de Richard Rorty,. Elle écrit une pièce de théâtre, We Pragmatists...: Peirce and Rorty in Conversation, qui ne consiste que de citations des deux philosophes. En représentation, elle y joue le rôle de Peirce. Elle publie également un essai engagé dans The New Criterion, qui remet en cause beaucoup des réflexions de Rorty, surtout ses affirmations selon lesquelles il serait une sorte de pragmatiste.
Dans Manifesto of a Passionate Moderate, Haack critique l'idée selon laquelle il y aurait une vue exclusivement féminine de la logique et de la vérité scientifique, et remet en cause l'épistémologie féministe. Elle argumente que beaucoup de critiques féministes de la science et de la philosophie se préoccupent trop du politiquement correct,.
Haack décrit son livre de 2003 Defending Science – Within Reason: Between Scientism and Cynicism comme une défense de la critique scientifique par des points de vue modérés. En interview avec D.J. Grothe, qui travaille à l'époque au Center for Inquiry, Haack avance que l'extrême gauche pense que la science est une rhétorique visant à consolider le pouvoir en place, puis montre comment la science peut souvent apporter des gains concrets, malgré ces assertions. Elle affirme que la vérification de la qualité d'une thèse peut être faite par beaucoup de gens, et que la communauté scientifique a bien des outils qui peuvent aider sa crédibilité et apporter de nouveaux bienfaits à l'humanité. Ces outils ne sont pas toujours disponibles pour une personne individuelle. Quand on lui parle des "pseudo-sciences", des affirmations relevant du paranormal ou du surnaturel, Haack affirme qu'il revient à leurs défenseurs d'apporter une preuve très solide de leurs propos,.

## Œuvres notables
- (en) Susan Haack, Deviant Logic : Some Philosophical Issues [« Logique déviante »], CUP Archive, 1974, 191 p. (ISBN 978-0-521-20500-9, lire en ligne).
- (en) Susan Haack et Kolenda, Konstantin, « Two Fallibilists in Search of the Truth », Proceedings of the Aristotelian Society, vol. 51, no Supplementary Volumes,‎ 1977, p. 63–104 (JSTOR 4106816).
- (en) Susan Haack, Philosophy of Logics, Cambridge University Press, 2012 (1re éd. 1978) (ISBN 978-0-521-29329-7, DOI 10.1017/cbo9780511812866, lire en ligne).
- (en) Susan Haack, Evidence and Inquiry, Blackwell, 1993.
- (en-US) Susan Haack, Deviant Logic, Fuzzy Logic : Beyond the Formalism, The University of Chicago Press, 1996 (lire en ligne).
- (en) Susan Haack, « Vulgar Rortyism », The New Criterion, no 16,‎ 1997 (lire en ligne).
- (en) Susan Haack, Manifesto of a Passionate Moderate : Unfashionable Essays, University of Chicago Press, 2000, 240 p., 6x9 cm.
- (en) Susan Haack, Defending Science - Within Reason, Prometheus Books, 2003 (ISBN 1-59102-117-0).
- (en) Susan Haack, « Trial and Error : The Supreme Court’s Philosophy of Science », American Journal of Public Health, vol. 95, no S1,‎ juillet 2005, S66–S73 (ISSN 0090-0036 et 1541-0048, DOI 10.2105/AJPH.2004.044529, lire en ligne, consulté le 19 août 2024)
- (en) Susan Haack et Robert Edwin Lane (éditeur associé), Pragmatism Old & New : Selected Writings, Prometheus Books, 2006, 741 p. (ISBN 978-1-59102-359-3)
- (en) Susan Haack, Putting Philosophy to Work : Inquiry and Its Place in Culture-essays on Science, Religion, Law, Literature, and Life, Prometheus Books, 2013 (1re éd. 2008), 345 p. (ISBN 978-1-61614-493-7).
- (en) Susan Haack, Evidence Matters : Science, Proof, and Truth in the Law, Cambridge University Press, 2014, 416 p. (ISBN 978-1-107-03996-4).